# Децимация
Децима́ция (на латински: decimatio; decem — „десет“) е форма на наказание, използвана от римляните с цел поддържане на дисциплината във войската. Представлява убиване на един от всеки десет войници по жребий (без значение от званието им или срока им на служба). Прилагана била от древни времена, макар и рядко. Такива случаи са описани от Плутарх,  по времето на Републиката, но в последния период на Римската империя, във връзка с либерализирането на възгледите, е била прилагана за отделна центурия или кохорта  (когато през 18 г. новият командир Луций Апроний децимирал кохорта от легиона III Augusta в Нумидия).
Наказанието било прилагано за изключително тежки простъпки, като загуба на бойно знаме, бунт или за дезертьорство, но също така и към отделни войници за изоставяне на поста, нарушаване на субординацията или четирикратно извършване на по-леки нарушения.
Освен това са се прилагали и:
- Центезимация (на латински: cent – „стотица“) – убиване на всеки стотен войник по жребий;
- Вицезимация (на латински: vicesimatio – „двадесет“) – приложена от Опилий Макрин – убиване на всеки двадесети по жребий.